# Червеница (Мехединци)
Червеница (рум. Cervenița) насеље је у Румунији у округу Мехединци у општини Прунишор. Oпштина се налази на надморској висини од 244 m.

## Становништво
Према подацима из 2002. године у насељу је живело 385 становника, од којих су сви румунске националности.